# El árbol de la ciencia
El árbol de la ciencia és una novel·la escrita per Pío Baroja, escriptor de la generació del 98. Publicada el 1911, pertany a la trilogia "La raza". En una ocasió, Baroja va escriure que El árbol de la ciència havia estat la millor novel·la que havia escrit, la més acabada i completa.

## Estructura
Es compon de 53 capítols d'extensió generalment breu (4 o 5 pàgines). El nombre de capítols que integra cada part és variable: 11, 9, 5, 5, 10, 9 i 4, respectivament. Però, no ha d'enganyar-nos aquesta estructura, la que ens importa és la seva estructura interna. L'obra està, en realitat, dividida en dos cicles o parts simètriques (I-III i V-VII), separades per una llarga conversa filosòfica entre el protagonista i el seu oncle, el doctor Iturrioz.
En la primera d'aquestes es narra la vida estudiantil d'Andrés Hurtado. Mitjançant la seva família, professors, companys de classe i amistats diverses, Baroja traça una despietada radiografia del Madrid burgès i proletari de finals del segle xix.
En la segona, se'ns explica l'estada d'Hurtado com a metge a Alcolea, poble manxec fictici (aprofita per a mostrar la penosa situació de la pagesia: caciquisme, ignorància, desídia, resignació); la seva tornada a Madrid (cal destacar-ne el gairebé informe que realitza sobre la prostitució de l'època gràcies al treball d'Andrés Hurtado com a metge d'higiene) i, finalment, el desgraciat matrimoni amb Lulú, noia que va conèixer en els seus temps d'estudiant.
L'intermedi filosòfic (IV) descansa en el diàleg directe (és, per tant, radicalment diferent de la resta de la novel·la, ja que hi predomina la narració en tercera persona omniscient) i contraposa el pragmatisme anglosaxó (defensat pel doctor Iturrioz) a l'idealisme alemany, que té com a valedor Andrés Hurtado.

## Temes
El árbol de la ciencia és summament autobiogràfic. 30 anys després, en escriure la segona part de les seves Memòries (Familia, infancia y juventud, 1944), transcriu gairebé paràgrafs sencers de la novel·la. En aquesta novel·la, Baroja es planteja reconstruir la seva vida, amb un personatge anomenat Andrés Hurtado, que en realitat és el mateix Baroja. També apareixen els mateixos personatges que en la seva vida passada, els mateixos escenaris... En l'obra, Baroja assigna llargs passatges als moments més importants de la seva vida, tals com els seus estudis de medicina a Madrid, la seva estada a València o la mort del seu germà.
El árbol de ciencia correspon al que la crítica alemanya anomenava una Bildungsroman (novel·la de formació d'un personatge). El seu títol fa referència a l'arbre que va ocasionar l'expulsió d'Adam del paradís. El seu protagonista, representant de l'ésser humà reflexiu, és un fidel reflex d'aquesta vida bandejada de la felicitat, irremeiablement dolorosa. La ciència i el coneixement, el fruit que Andrés prova per explicar-se els misteris de la vida, no li aporten les respostes que busca sinó que intensifiquen el seu sofriment. Així l'hi explica Iturrioz en la novel·la:
-[…] Tú habrás leído que en el centro del Paraíso había dos árboles: el árbol de la vida y el árbol de la ciencia del bien y del mal. El árbol de la vida era inmenso, frondoso y, según algunos santos padres, daba la inmortalidad. El árbol de la ciencia no se dice cómo era: probablemente sería mezquino y triste. ¿Y tú sabes lo que le dijo Dios a Adán? […] Pues al tenerle a Adán delante, le dijo: «Puedes comer todos los frutos del jardín; pero cuidado con el fruto del árbol de la ciencia del bien y del mal, porque el día que tú comas su fruto morirás de muerte». Y Dios seguramente añadió: «Comed del árbol de la vida, sed bestias, sed cerdos, sed egoístas, revolcaos por el suelo alegremente, pero no comáis del árbol de la ciencia, porque ese fruto agrio os dará una tendencia a mejorar que os destruirá» [...]

## Estil
En l'aspecte narratiu cal destacar:
- L'ús preferent del narrador en tercera persona parcial (ja que solament coneix els sentiments d'Andrés Hurtado i en tot moment ens situem en els llocs en els quals és el protagonista).
- La centralització de manera exclusiva mitjançant Andrés Hurtado.
- La utilització de la narració lineal.
- La riquesa de personatges secundaris -gairebé tots caracteritzats de forma negativa- d'entre els quals destaca Lulú, personatge ideal (és l'únic o, almenys, un dels pocs que no té base autobiogràfica) que Baroja construeix a poc a poc: comença sent una noia aparentment insignificant i acaba com una dona de caràcter, intel·ligent i sensible.

Aquesta novel·la és una de les obres més significatives de l'estètica del 98. En aquesta, es presenta la descomposició d'una Espanya que camina cap a la destrucció davant la mirada despreocupada de la seva societat. En el retrat de l'Espanya de finalització de segle, Baroja dibuixa un país pobre, ignorant, insolidari, per al qual no sembla existir solució possible. En aquest ambient, se susciten reflexions que van més enllà de les circumstàncies històriques particulars; mitjançant l'experiència d'Andrés Hurtado, l'autor planteja quin és el sentit de la vida, el caràcter inevitable del sofriment i l'essència cruel de la vida humana, que es converteix en una lluita constant.